# Perseids
Els Perseids són una pluja de meteors provocada per la cua de pols còsmica que el cometa Swift-Tuttle deixa anar al seu pas. S'anomenen Perseids en referència al seu radiant (punt d'origen aparent sobre la volta del cel), que és a la constel·lació de Perseu, a tocar de la de Cassiopea.
Aquest cometa descriu una trajectòria que fa la volta al Sol cada cent trenta-cinc anys, però cada any la Terra travessa la seva cua. En fer-ho, les partícules de pols i sorra travessen l'atmosfera terrestre a una velocitat de 59 km/s (212.400 km/h); a causa d'aquesta velocitat extrema, les minúscules partícules del cometa, la majoria de les quals no són més grans que un gra de sorra, poden produir impressionants traces de llum. Els brins de pols interestel·lar es cremen per complet a una alçada de 100 km per sobre de la superfície terrestre. A mesura que el cometa s'allunya del Sol, es redueix la intensitat de la pluja de meteors, un procés que s'anirà repetint fins al 2127.
La pluja de meteors es pot veure cada any, des de mitjans de juliol, tot i que quan se n'observen més és entre els dies 8 i 14 d'agost, i assoleix un màxim d'activitat al voltant del 12 d'agost, quan es poden veure fins a 100 meteors per hora, segons l'any. La intensitat d'aquesta pluja de meteors i l'època de l'any en què es produeix fan dels Perseids una de les pluges d'estels més populars i fàcils de gaudir.
Els Perseids s'anomenen també llàgrimes de Sant Llorenç per la proximitat de la festa de Sant Llorenç al màxim de la pluja. Com que els Perseids apareixien la nit que se'l recordava, es van associar amb les llàgrimes que va plorar el sant en ser cremat en una graella.

## Màxims històrics
| Any  | Període d'observabilitat  | Màxim |
| ---- | ------------------------- | --- |
| 2020 | 16 de juliol a 23 d'agost | 12 i 13 d'agost (THZmax 100) (lluna plena el 3 d'agost)                                                                |
| 2019 | 17 de juliol a 24 d'agost | 12 i 13 d'agost (THZmax 80) (lluna plena el 15 d'agost)                                                                |
| 2018 | 17 de juliol a 24 d'agost | 11 a 13 d'agost (THZmax 60)                                                                                            |
| 2017 | 17 de juliol a 24 d'agost | 12 d'agost |
| 2016 | 17 de juliol a 24 d'agost | 11 i 12 d'agost (THZmax 150)                                                                                           |
| 2015 | 17 de juliol a 24 d'agost | 12 i 13 d'agost (THZmax 95) (lluna plena el 14 d'agost)                                                                |
| 2014 | 17 de juliol a 24 d'agost | 13 d'agost (THZmax 68) (lluna plena el 10 d'agost)                                                                     |
| 2013 | 17 de juliol a 24 d'agost | 12 d'agost (THZmax 109)                                                                                                |
| 2012 | 17 de juliol a 24 d'agost | 12 d'agost (THZmax 122)                                                                                                |
| 2011 | 17 de juliol a 24 d'agost | 12 d'agost (THZmax 58) (lluna plena el 13 d'agost)                                                                     |
| 2010 | 23 de juliol a 24 d'agost | 12 d'agost (THZmax 142)                                                                                                |
| 2009 | 14 de juliol a 24 d'agost | 13 d'agost (THZmax 173) (el màxim fou estimat en 173, però una lluna gibosa va fer invisibles els meteors més petits.) |
| 2008 | 25 de juliol a 24 d'agost | 13 d'agost (THZmax 116)                                                                                                |
| 2007 | 19 de juliol a 25 d'agost | 13 d'agost (THZmax 93)                                                                                                 |
| 2006 |                           | 12 i 13 d'agost (THZmax 100)                                                                                           |
| 2005 |                           | 12 d'agost (THZmax 90)                                                                                                 |
| 2004 |                           | 12 d'agost (THZmax > 200)                                                                                              |
| 1994 |                           | (THZmax > 200) |
| 1993 |                           | (THZmax 200–500) |
| 1992 |                           | 11 d'agost (esclat sota una lluna plena el 13 d'agost)                                                                 |
| 1883 | 9 d'agost o abans         | 11 d'agost (THZmax 43)                                                                                                 |
| 1864 |                           | (THZmax >100) |
| 1863 |                           | (THZmax 109–215) |
| 1861 |                           | (THZmax 78–102) |
| 1858 |                           | (THZmax 37–88) |
| 1839 |                           | (THZmax 165) |